# Ардагиш
Ардаги́ш (рос. Ардагыш, башк. Әрҙәгеш) — присілок у складі Балтачевського району Башкортостану, Росія. Входить до складу Штандинської сільської ради.
Населення — 37 осіб (2010; 53 у 2002).
Національний склад:
- башкири — 96 %